# 謝里敦縣 (蒙大拿州)
謝里敦縣（英語：Sheridan County）是美國蒙大拿州東北角的一個縣，北鄰加拿大沙士吉萬省，東鄰北達科他州。面積4,419平方公里。根據美國2000年人口普查，共有人口4,105人。縣治普倫蒂伍德（Plentywood）。
成立於1913年3月11日。縣名紀念南北戰爭將領菲利浦·謝里敦。